# Phaseolus macvaughii
Phaseolus macvaughii là một loài thực vật có hoa trong họ Đậu. Loài này được Delgado mô tả khoa học đầu tiên năm 2000.